# Ataque no metrô de São Petersburgo em 2017
Em 3 de abril de 2017, um ataque com um objeto explosivo ocorreu no metrô de São Petersburgo, na Rússia, entre as estações de Sennaia Ploshchad e Tekhnologitcheskii Institut. Inicialmente, nove pessoas morreram e outras duas pessoas morreram devido aos ferimentos. Pelo menos 50 outras ficaram feridas no incidente. O dispositivo explosivo estava dentro de uma pasta. Um segundo dispositivo explosivo foi encontrado e desativado em um trem em outra estação de metro.

## Ataque

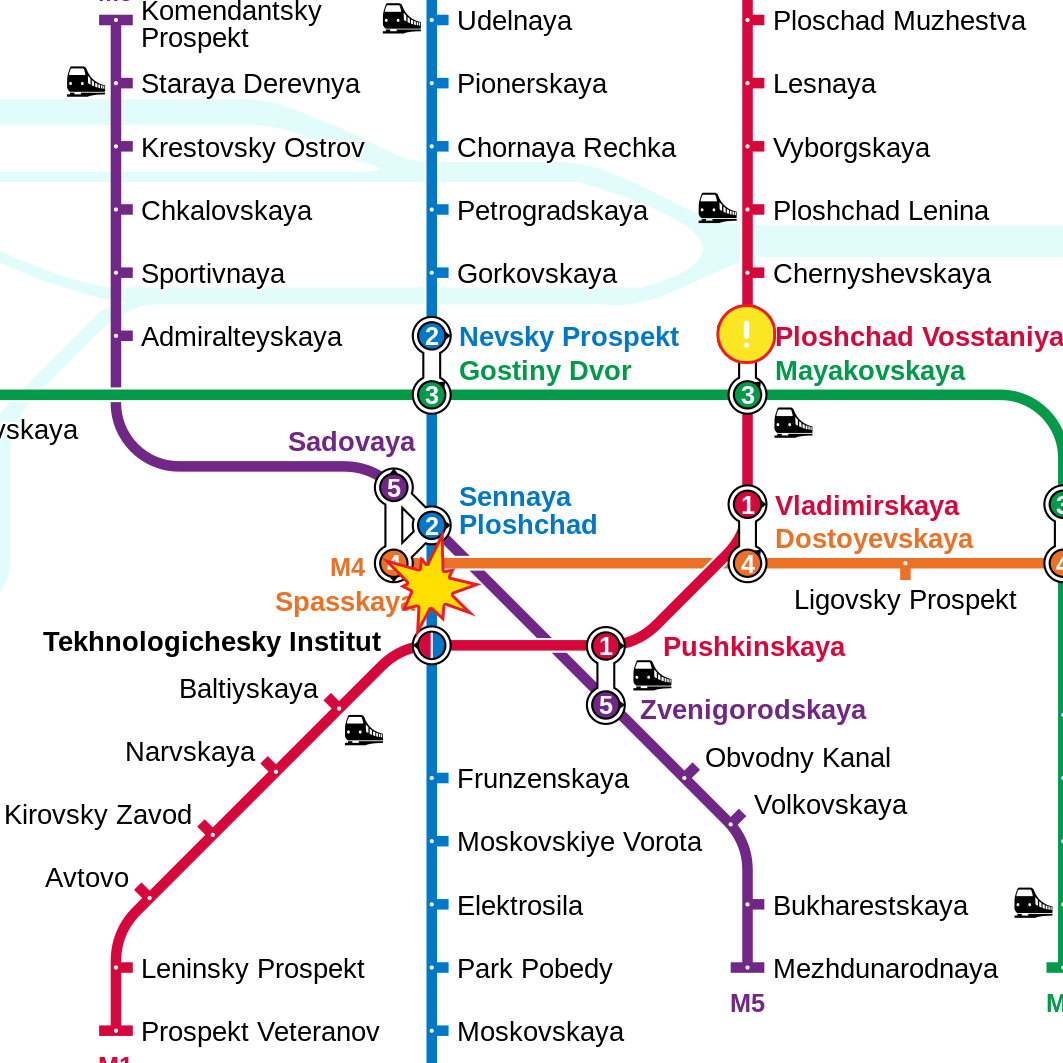
Localização das duas estações e do túnel onde ocorreu a explosão.

Em 3 de abril de 2017, uma bomba explodiu em um trem que atravessava o túnel entre duas estações do Metro de São Petersburgo: Sennaya Ploshchad e Tekhnologichesky Institut. Após os relatos sobre a explosão, todas as estações de metro de São Petersburgo foram rapidamente fechadas.
A segunda bomba foi descoberta na estação Ploshchad Vosstania, tendo sido depois desarmada. O dispositivo supostamente possuiria estilhaços dentro.
Um possível suspeito foi visto através das câmeras de videomonitoramento do Metro, de acordo com informações ainda não confirmadas.
A Comissão de Investigação afirmou que a decisão do condutor de não parar o comboio quando a explosão ocorreu ajudou a evitar um número maior de vítimas.

### Vítimas
O Ministério da Saúde da Rússia informou que cerca de 50 pessoas ficaram feridas, das quais 11 morreram (7 morreram no ataque, 3 no hospital e 1 a caminho do hospital) 39 pessoas foram hospitalizadas e 6 tiveram lesões críticas.

## Responsável
O suspeito de ser o autor dos atentados foi identificado pelo Quirguistão e pelos serviços de inteligência russos como Akbarzhon Jalilov (às vezes, Akbarjon Djalilov), um cidadão russo de origem ucraniana de etnia uzbeque de 22 anos. Ele foi uma das 14 pessoas que morreram durante o ataque.
Jalilov nasceu em 1995 em Osh, Quirguistão, e chegou a Moscou em torno de 2011. De acordo com o jornal russo Moskovskij Komsomolets relatou que ele tinha trabalhado como cozinheiro em um sushi bar em 2015, enquanto outras fontes alegaram Jalilov tinha trabalhado em uma garagem antes de desaparecer semanas antes do ataque. A mídia russa informou que viajou para a Síria em 2014 e treinou com militantes do grupo Estado Islâmico do Iraque e do Levante. Em 26 de abril, um grupo chamado Batalhão Imam Shamil reivindicou o ataque e disse que o atentado estava agindo sob ordens da Al Qaeda. A declaração, publicada pelo SITE Intelligence Group, dizia que o atacante, Akbarzhon Jalilov, havia agido sob instruções do líder da Al-Qaeda Ayman al-Zawahiri. Ao considerar o incidente, os pesquisadores já haviam ilustrado que "a análise não deve se concentrar exclusivamente em desenvolvimentos recentes e do Daesh", mas sim olhar para o "contexto mais amplo", incluindo a "gama de grupos com os quais os radicais da Ásia Central estão envolvidos".

## Reações

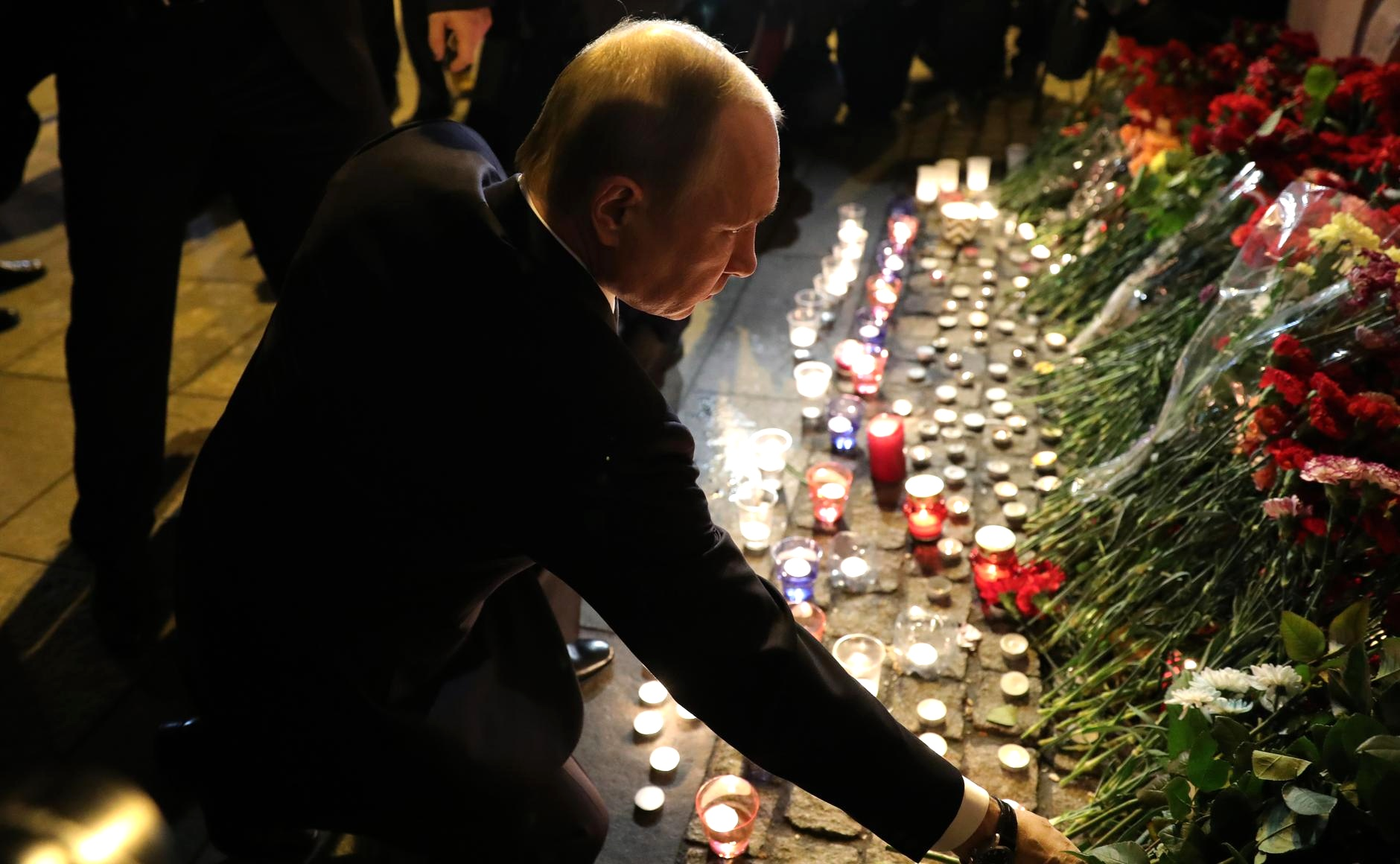
Presidente russo Vladimir Putin em memorial às vítimas.

O presidente russo Vladimir Putin estava na cidade quando ocorreu o ataque e prometeu uma investigação completa. Durante uma reunião com o presidente da Bielorrússia Aleksandr Lukashenko, Putin afirmou que "está sendo consideradas todas as causas possíveis, incluindo terrorismo". Em seguida, Lukashenko expressou sua tristeza pelo ataque.
| “                                                                                        | As razões para as explosões são desconhecidas, por isso, é muito cedo para falar sobre isso. A investigação mostrará o que aconteceu. | ” |
| — Vladimir Putin, durante reunião com o presidente da Bielorrússia Aleksandr Lukashenko, | |   |

O prefeito de Moscou Sergey Sobyanin expressou suas condolências aos familiares das vítimas do ataque e ordenou o reforço da segurança na infra-estrutura de transporte da cidade, de acordo com Gulnara Penkova, secretária de Imprensa do Prefeito.
Condolências foram prestadas por várias personalidades internacionais, incluindo o presidente dos Estados Unidos Donald Trump, primeiro-ministro Dmitri Medvedev, representantes de Dinamarca, Polônia, Irão, Geórgia, Reino Unido, a OTAN e a Comissão Europeia.
O presidente da Chechênia Ramzan Kadyrov chamou a explosão de "um ato monstruoso de terrorismo" e pediu a identificação e a punição dos responsáveis.
O Estado Islâmico do Iraque e do Levante (ISIL) ameaçou cometer ataques contra a Rússia. Foi confirmado que seguidores do ISIL estavam celebrando este acontecimento, compartilhando fotos de cadáveres das vítimas da explosão.

## Investigação
A Comissão de Investigação da Rússia reconheceu oficialmente o ataque como um ato terrorista.